# NGC 4006
NGC 4006 este o galaxie eliptică situată în constelația Fecioara. A fost descoperită în 15 aprilie 1828 de către John Herschel. Se află la o distanță de 86,52 de megaparseci de Pământ.